# Ismaïl Saâdi
Ismaïl Saâdi (en arabe : إسماعيل سعادي) est un footballeur algérien né le 4 avril 1997 à Remchi. Il évolue au poste d'allier gauche à la JS Saoura.

## Biographie
Il évolue en première division algérienne avec son club formateur, l'ES Sétif. 
Il participe avec l'Entente sétifienne à la Ligue des champions de la CAF saison 2015-16 et à la Coupe de la confédération saison 2020-21.

## Palmarès
ES Sétif
| - Championnat d'Algérie (1) : - Champion : 2016-17. - Coupe d'Algérie : - Finaliste : 2016-17. |  | - Supercoupe d'Algérie (1) : - Vainqueur : 2017. |